# Soltan Mammadov (homme politique)
Soltan Teimour oglou Mammadov (azéri : Soltan Teymur oğlu Məmmədov) 1er avril 1974 à Bakou, est un homme d'État azerbaïdjanais, membre de la VIe convocation du Assemblée nationale.

## Biographie

### Enfance et adolescence
Soltan Mammadov est né le 1er avril 1974 à Bakou, de l'Azerbaïdjan, qui faisait alors partie de l'Union soviétique. Diplômé de la Faculté d'autorisation des processus de production de l'Université nationale du pétrole et de l'industrie d'Azerbaïdjan et de la Faculté de la gestion de la santé publique de l'Université Khazar, il possède un doctorat en sciences techniques. Il a reçu la médaille de « Taraggui ».

### Carrière
En 1996 à 1997, Soltan Mammadov occupe le poste de responsable opérations du département pétrolier de Balakhani, compagnie pétrolière nationale d'Azerbaïdjan. De 1997 à 2001, il est ingénieur en chef auprès du Centre républicain d'hygiène et d'épidémiologie sous l'égide du ministère de la Santé.
Entre 2003 et 2005, il devient assistant administratif à l'OMS (Organisation Mondiale de la Santé). De 2005 à 2015, il est directeur exécutif du bureau de représentation de la Fondation Rostropovitch-Vishnevskaya en Azerbaïdjan, puis exerce, de 2015 à 2019, en tant que président du comité financier du Fonds mondial de lutte contre le SIDA, la tuberculose et le paludisme, dont il est également membre du conseil d'administration. Entre 2015 et 2017, il rejoint la Fondation Heydar Aliyev comme expert de pointe au sein du service des relations avec les organisations internationales, puis comme chef de ce service et enfin dès 2018 comme chef du département des relations internationales.
Lors des élections législatives du 9 février 2020, Soltan Mammadov, candidat de la 14e circonscription caspienne, a été élu député du Assemblée nationale de la VIe convocation avec 47,20% des voix. Il est membre du Comité du travail et de la politique sociale, ainsi que du Comité de la santé du Assemblée nationale. Chef du groupe de travail pour les relations interparlementaires azerbaïdjanaises-françaises, membre des groupes de travail pour les relations interparlementaires de l'Azerbaïdjan avec la République fédérale d'Allemagne, les Émirats arabes unis, la Bosnie-Herzégovine, la République Tchèque, la Chine, la Géorgie, la Suisse, l'Italie, la Colombie et le Japon. Par ailleurs, Soltan Mammadov est membre suppléant de la délégation azerbaïdjanaise à l’Assemblée parlementaire Euronest.

### Vie privée
Mammadov est marié et a trois enfants.